# Balacra erubescens
Balacra erubescens là một loài bướm đêm thuộc phân họ Arctiinae, họ Erebidae.